# آرورا (اجتماع)، شهرستان فلورانس، ویسکانسین
آرورا (به انگلیسی: Aurora) یک منطقهٔ مسکونی در ایالات متحده آمریکا است که در Aurora واقع شده‌است. آرورا ۳۲۸٫۸۸ متر بالاتر از سطح دریا واقع شده‌است.